# گرانت ۹۳۴۲
سیارک ۹۳۴۲ (به انگلیسی: 9342 Carygrant، نامگذاری:1991PJ7) نه هزار و سیصد و چهل و دومین سیارک کشف شده‌است که در ۶ اوت ۱۹۹۱ کشف شد.
قدر مطلق سیارک برابر ۱۲.۹ است.